# Tocantins (fiume)
Il Tocantins è un fiume e un'importante arteria fluviale del Brasile. 

## Geografia
Scorre in direzione nord per circa 2.640 km. Sfocia nell'Oceano Atlantico accanto alle acque del Rio delle Amazzoni, la cui foce si trova più ad occidente. Durante il suo percorso attraversa quattro stati brasiliani (Goiás, Tocantins, Maranhão e Pará) e a uno di essi dà il nome, il Tocantins, formato nel 1988 dalla regione settentrionale del Goiás.
Sorge nel distretto montuoso noto come Pireneus, a ovest del Distretto Federale nell'altopiano di Goias. Il suo affluente occidentale, il fiume Araguaia, ha le sue sorgenti in una regione ancora più meridionale sulle pendici della Serra dos Caiapós. L'Araguaia nel punto di confluenza con il Tocantins si equivale in termini di volume.
Altri due affluenti, il Maranhão e il Paranatinga, contribuiscono apportando un enorme volume d'acqua dagli altopiani che li circondano.
A valle della confluenza con l'Araguaia, nello Stato del Pará, negli anni'80 è stato creato un lago artificiale con la diga Tucuruí, una delle più grandi al mondo.
Il fiume Tocantins ha mediamente una portata d'acqua di 13.598 m³/s (il 9% del totale nazionale).